# Lermontovo
Lermontovo (ryska: Лермонтово) är en fiske- och semesterort på Svarta havets nordöstra kust i Krasnodar kraj i Ryssland.
Orten grundades och fick sitt namn år 1958, men har området har varit bebyggt sedan det sena 1400-talet. Lermontovo hade 1 122 folkbokförda invånare vid folkräkningen år 2010, men antalet människor i orten ökar markant under sommaren då orten är ett relativt populärt turistmål. Orten ligger ungefär 30 kilometer ost om Novorossijsk och 30 kilometer väst om Sotji. Orten är uppkallad efter den ryske författaren Michail Lermontov.
I Lermontovo finns långa stränder, en modern nöjespark, fallskärmshoppning och andra sevärdheter.

## Galleri

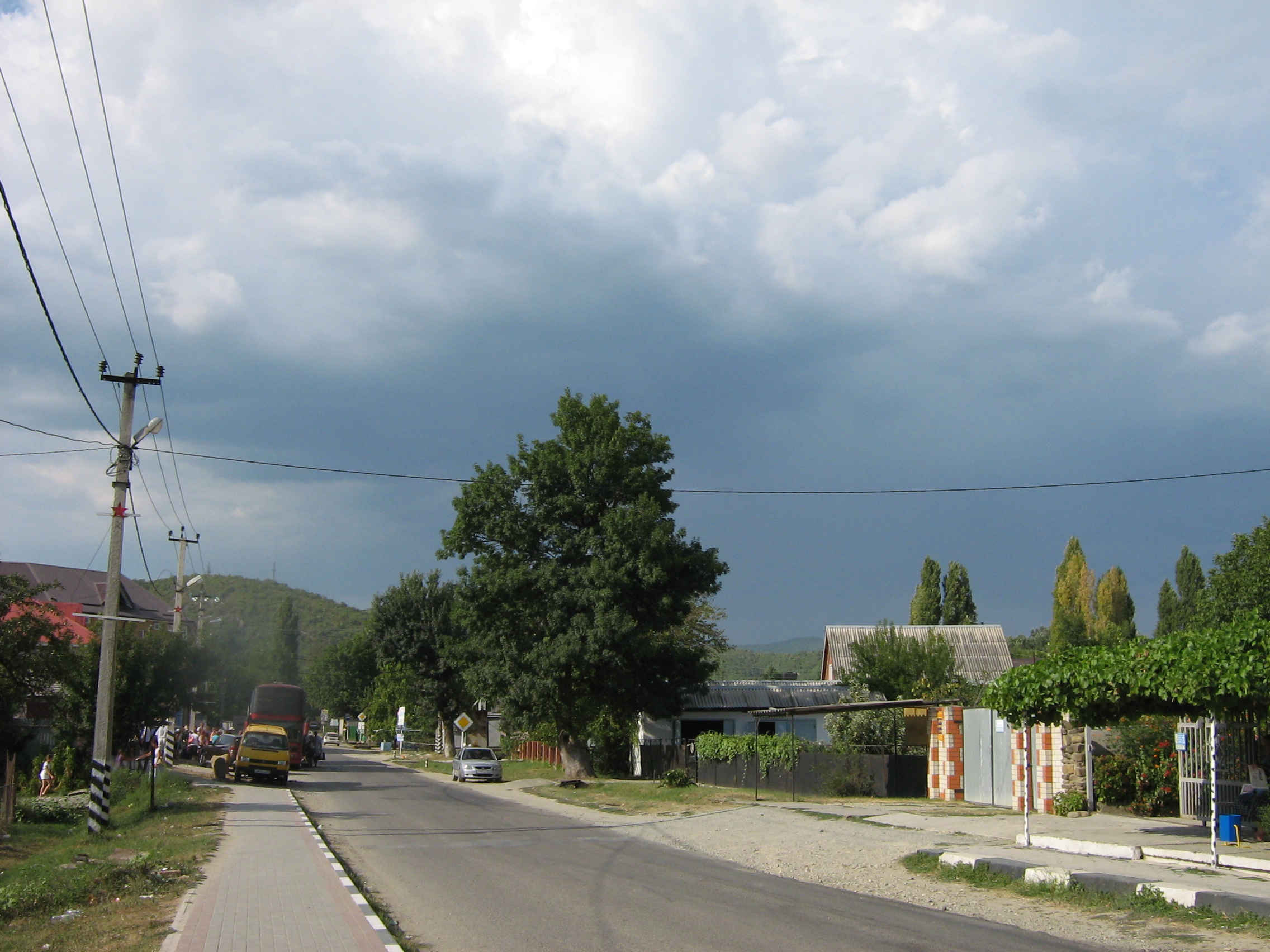
Gata i Lermontovo.
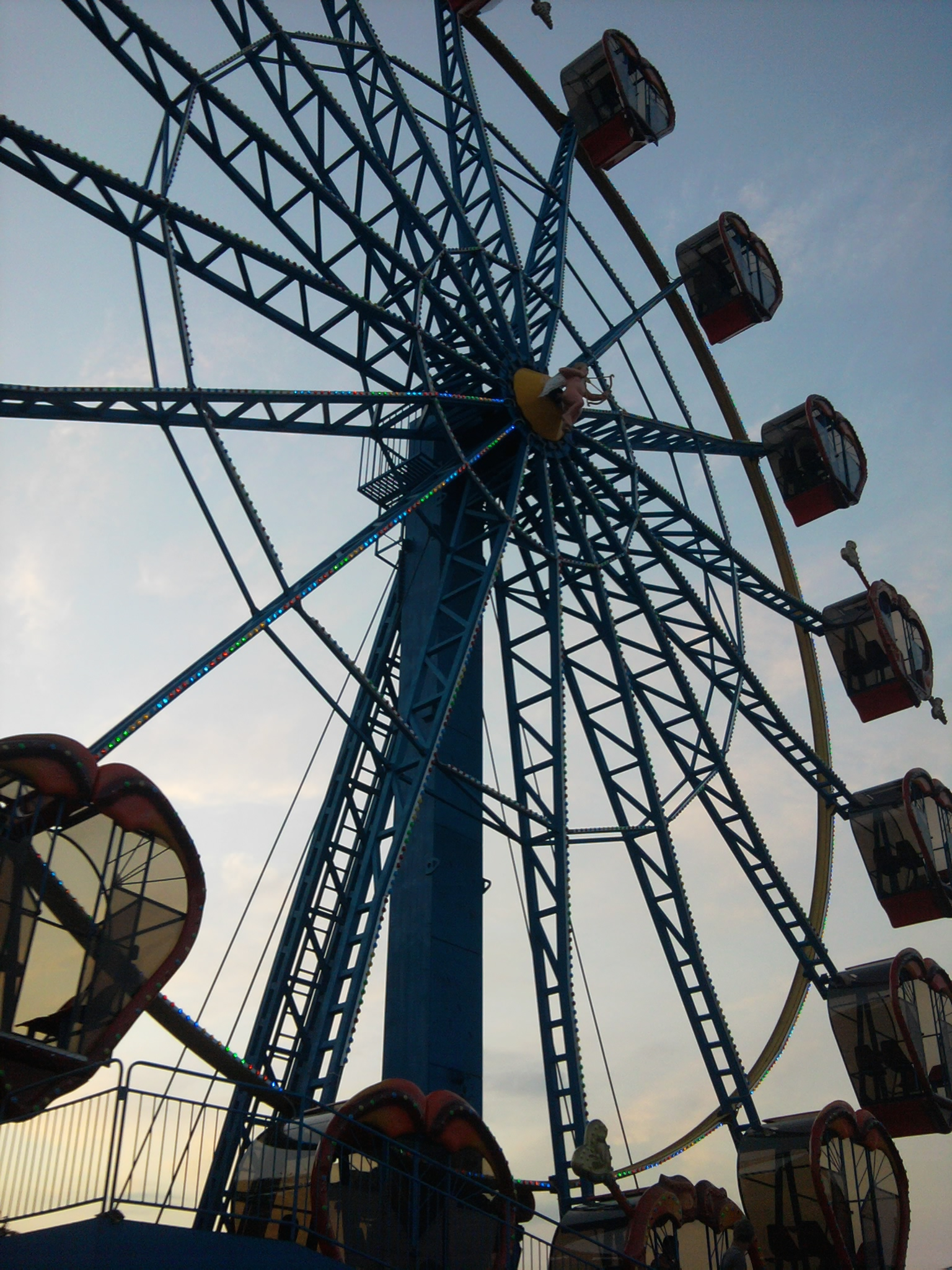
Pariserhjul i nöjespark.
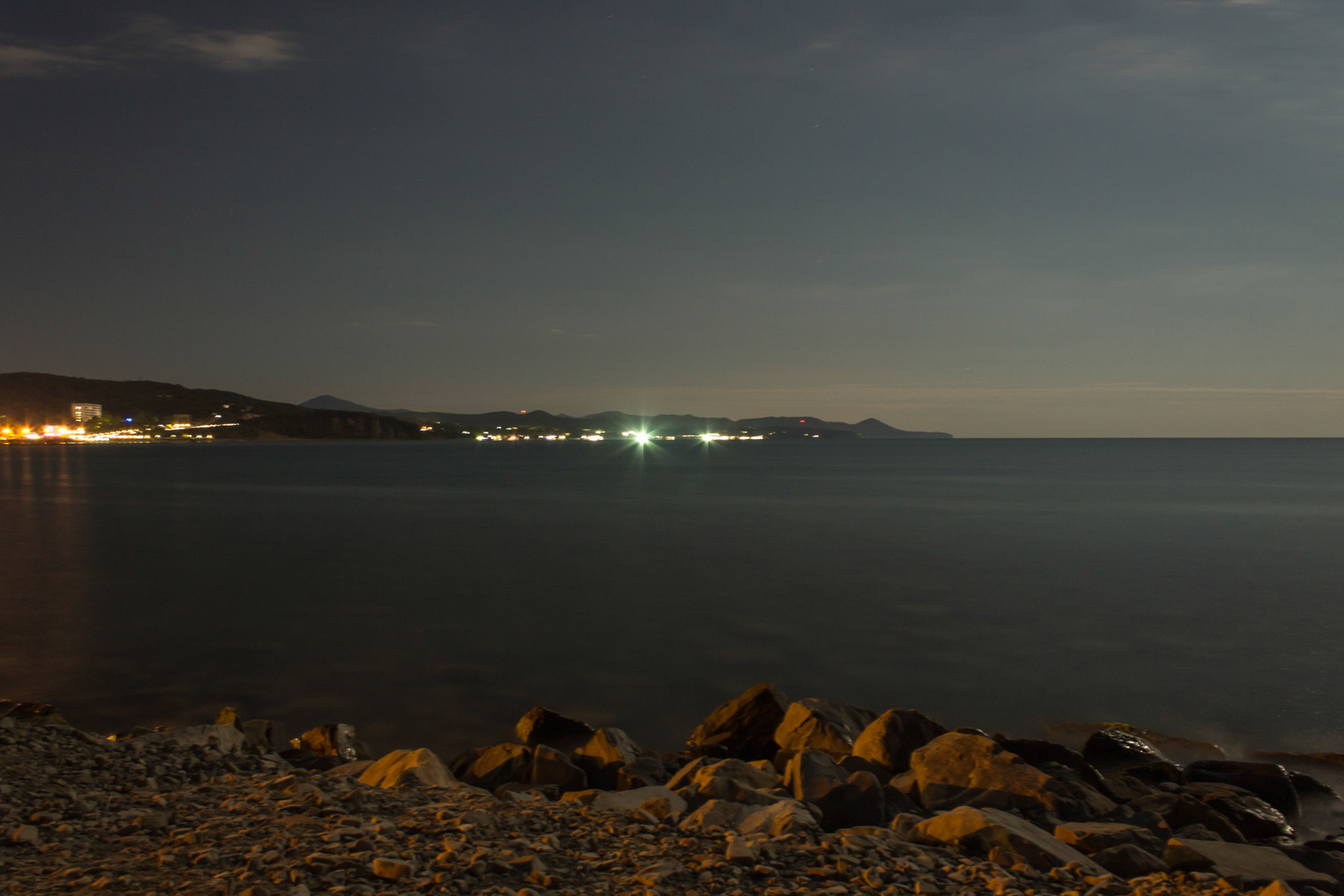
Strand, nattetid.
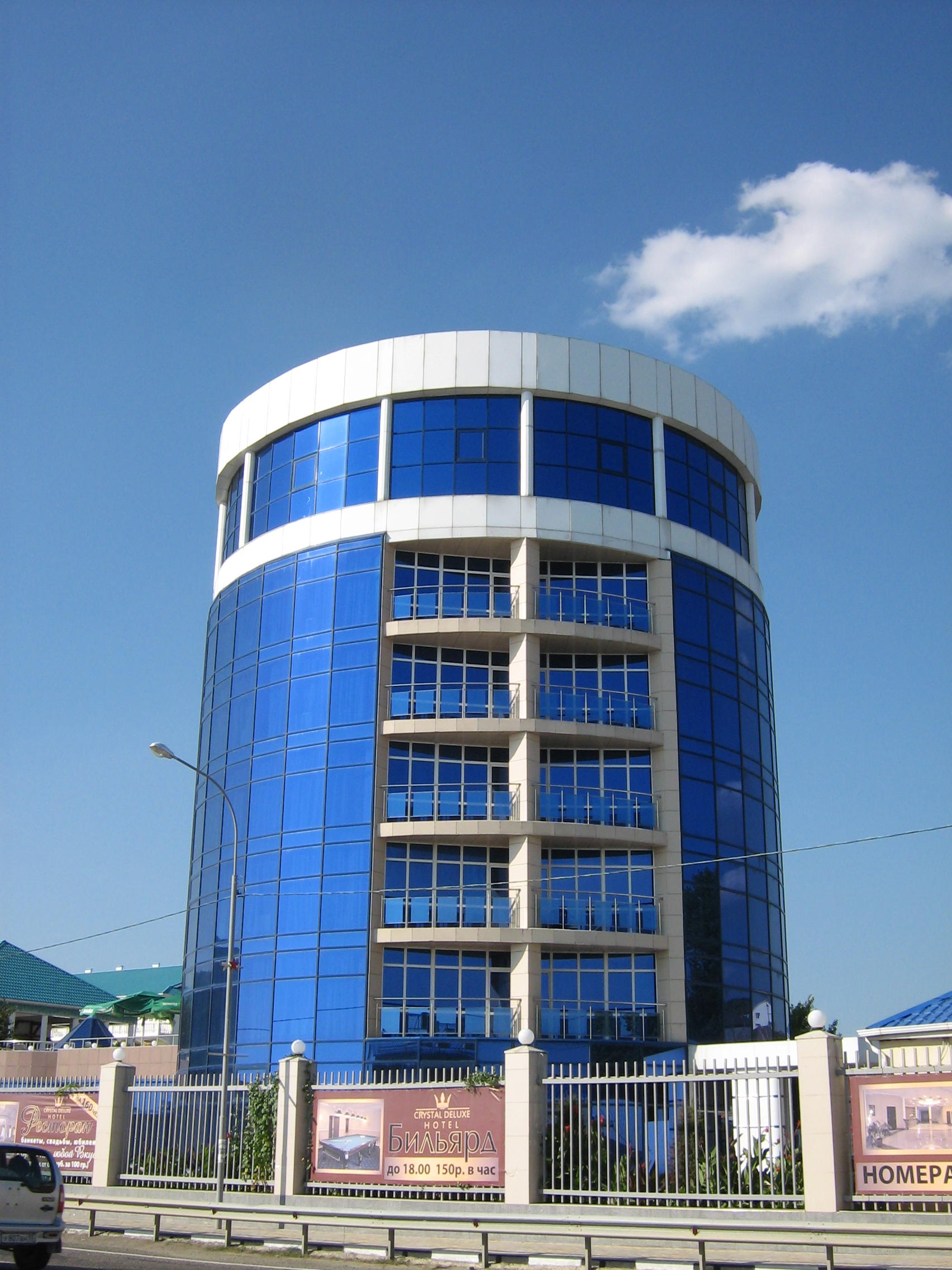
Bebyggelse.